# 地球侵略!コルレオニス
『地球侵略!コルレオニス』（ちきゅうしんりゃく!コルレオニス）とは、木村聡による日本の漫画作品である。ジャンプSQ.19平成22年6月20日号から平成23年3月19日号まで連載された。単行本は全1巻。全4話。話数は「●st impact」で表わされる。

## ストーリー
王位継承のしきたりで地球を侵略しに来た宇宙人で王子であるアルファルド・バシリスコスであるが、4年半たっても日本すら侵略せず過ごしていた。その理由は星ヶ谷というドーナツ店の女性店員。この2人のラブコメと、アルファルドの搭乗機であるコルレオニコス、そして日本の防衛力である新日本防衛隊との戦いを中心に物語は展開する。

## 主な登場人物
アルファルド・バシリスコス
本作の主人公。銀河系内バシリスコス星系イル・バシリスコス帝国第3王子。地球侵略を目的に地球にやって来る。地球では那由多（なゆた）という偽名を名乗っている。搭乗機はコルレオニス。
星ヶ谷（ほしがや）
星ヶ谷ドーナツ店の店員。主人公の想い人。飢えて野垂れ死に寸前の主人公を助けたのが出会いのきっかけとなる。
ソフィア・バシリスコス
主人公の姉。ただし彼女自身は主人公を「お兄様」と呼んでいる。弟である主人公を姉という関係を超えて愛している。搭乗機はコルヴァージナス。
フォルセティ・バシリスコス
主人公とソフィアの兄。次期皇帝になる野心と父に弟を溺愛された嫉妬から帝国を出て宇宙海賊になった。搭乗機はコルリブラ。

## 単行本
- 木村聡『地球侵略!コルレオニス』 集英社〈ジャンプ・コミックス〉全1巻
  1. 2011年4月9日発行、ISBN